# Iva Zanicchi (1981)
Iva Zanicchi, pubblicato nel 1981, è il ventitreesimo album della cantante italiana Iva Zanicchi.
(Iva Zanicchi, Ardente)

## Il disco
Nel 1981 Iva Zanicchi è nel pieno del suo successo internazionale. È l’anno della sua famosa tournée in Urss, che la porta ad essere la prima cantante italiana ad attraversare quel paese con oltre 40 concerti. Inoltre si appresta ad incidere per la multinazionale CBS, che pubblicherà i suoi dischi anche negli USA.
Ad un anno di distanza dalla pubblicazione del doppio album (versione italiana e versione spagnola) D'Iva, Iva sceglie una piccola etichetta discografica, la S.I.F (Società Italiana Fonografica) per la registrazione e la pubblicazione del suo nuovo album per il mercato italiano.
Avendo, però, intrapreso un rinnovamento musicale già con la pubblicazione di A parte il fatto (e dovendosi confrontare con le sonorità disco music in voga in quegli anni), per la realizzazione di questo nuovo long-playing si avvale, oltre che dei fidati Cristiano Malgioglio e Corrado Castellari, della collaborazioni di nuovi autori, quali Cristiano Minellono, Bruno Tavernese, Adelio Cogliati, Giuseppe Cantarelli e un giovane Adelmo Fornaciari (in arte Zucchero).
Nasce così Iva Zanicchi, intitolato con il suo nome. Iva, però, sembra quasi prediligere il mercato estero rispetto a quello italiano, tant’è vero che decide di presentare in anteprima il suo album fuori dall’Italia, al Festival di Cannes. Anche la promozione avviene soprattutto nel mercato internazionale, dal Sudamerica alla Russia.
Il singolo di lancio è Ardente, brano che, sulla scia di A parte il fatto, simboleggia quel rinnovamento, sia di genere musicale che di stile canoro, intrapreso da Iva già dal 1979. Il brano, reso particolare e piuttosto intrigante dai versi scritti da Cristiano Malgioglio, viene promosso in varie trasmissioni televisive di cui Iva Zanicchi è ospite, in particolare durante la manifestazione canora "Incontri d’estate" condotta da Mike Bongiorno a Boario Terme nel settembre del 1981.
Particolarmente coinvolgenti risultano i brani Attimi di malinconia e Sto innamorandomi di te, firmati rispettivamente da Adelio Cogliati e Cristiano Minellono, con musiche di Giuseppe Cantarelli, che cura gli arrangiamenti e la direzione orchestrale dell’intero album.
Interessante il brano blues Il rospo scritto dal cantautore Manrico Mologni, che parla di una donna che paragona il suo uomo/amante ad un "rospo maledetto e schifoso", pieno di manie squallide, e che ora è felice che finalmente lui vada via per essere libera di dedicarsi all'altro uomo della sua vita.
Degni di menzioni anche i brani E tu mai e Mio, scritti e musicati da un ancora sconosciuto Adelmo Fornaciari, insieme a Stefano Scandolara.

## Tracce
1. Ardente  - 4:06 - (Cristiano Malgioglio-Corrado Castellari)
2. E tu mai - 3:30 - (Stefano Scandolara-Zucchero Fornaciari)
3. Anima vai - 3:18 - (Bruno Tavernese)
4. A malapena - 3:10 - (Cristiano Malgioglio-Iva Zanicchi-Mario Balducci)
5. Il rospo - 5:15 - (Leano Morelli-Flaviano Mologni-Manrico Mologni)
6. Sto innamorandomi di te - 3:25 - (Cristiano Minellono-Beppe Cantarelli)
7. Autografo - 4:03 - (Cristiano Malgioglio-Corrado Castellari)
8. Mio - 4:05 - (Zucchero Fornaciari)
9. Attimi di malinconia - 4:17 - (Adelio Cogliati-Beppe Cantarelli)
10. Come poesia, come musica - 3:12 - (Adelio Cogliati-Fanili)

## Formazione
- Iva Zanicchi - voce
- Beppe Cantarelli – chitarra acustica, chitarra elettrica
- Mike Logan – pianoforte, Fender Rhodes
- Walter Calloni – batteria
- Cosimo Fabiano – basso
- Aldo Banfi – tastiera, sintetizzatore, ARP
- Lella Esposito, Linda Wesley, Wanda Radicchi, Mario Balducci, Marco Ferradini, Silvio Pozzoli – cori

## Stampe Estere
| Anno di pubblicazione | Paese    | Titolo  | Etichetta                |
| --------------------- | -------- | ------- | ------------------------ |
| 1981                  | Germania | Ardente | Jupiter Record - LC 3379 |